# Визит святого Николая
«Визит святого Николая» (англ. „A Visit from St. Nicholas“, или «Ночь перед Рождеством» (англ. „The Night Before Christmas“)) либо, по первой строке, «Однажды ночью перед Рождеством» („Twas the Night Before Christmas“) — детское стихотворение, написанное американским поэтом и лингвистом Клементом Муром, впервые опубликованное в США в 1823 году. Некоторые литературоведы приписывают авторство Генри Ливингстону — младшему.
Стихотворение «Визит святого Николая» значительно повлияло на представления о Санта-Клаусе во всём англоязычном мире.

## Популярность
До выхода этого произведения представления о Санта-Клаусе были довольно смутными. В «Визите святого Николая» описано, как выглядит Санта-Клаус, как он передвигается (летит по небу на санях, запряжённых оленями, также упоминаются имена восьми оленей) и что, собственно, происходит, когда он посещает дом с подарками в сочельник.
До сих пор «Визит святого Николая» является одной из наиболее любимых рождественских сказок в Америке. Некоторые исследователи оценивают его как «возможно, наиболее известное стихотворение, когда-либо написанное американцем». Стихотворение приобрело огромную популярность в других жанрах массовой культуры — комиксах, театральных постановках, мультфильмах и т. д., а также стало предметом пародий.

## Сюжет
В рождественскую ночь, когда жена и дети спят, отец семейства просыпается от шума возле его дома. Выглянув в окно, он видит Санта-Клауса (святого Николая) в летящих по воздуху санях, запряжённых восемью оленями. Остановив сани на крыше дома, Санта-Клаус проникает в дом через дымоход с мешком игрушек. Отец наблюдает, как Санта-Клаус кладёт подарки в чулки детей, вывешенные возле камина, и смеётся про себя. После этого Санта-Клаус снова уходит через дымоход и на прощание желает всем «счастливого Рождества и спокойной ночи».

## Текст (первая строфа)
| A Visit from St. Nicholas | Визит святого Николая (перевод Ольги Литвиновой) |
| --- | --- |
| 'Twas the night before Christmas, when all thro' the house Not a creature was stirring, not even a mouse; The stockings were hung by the chimney with care, In hopes that St. Nicholas soon would be there; The children were nestled all snug in their beds, While visions of sugar plums danced in their heads. | Рождество на пороге. Полночную тишь потревожить не смеет даже юркая мышь. Стайка детских чулок, как положено, чинно Санта Клауса ждёт у решетки каминной. Ребятишкам в уютных и мягких кроватках снится сахарный снег и Луна-мармеладка. |

## Стихотворный размер
Стихотворение написано четырёхстопным анапестом (четыре стопы с чередованием слогов безударный-безударный-ударный). Подобным размером написаны некоторые лимерики и некоторые другие стихотворения Мура. В то время как первые две строки каждого четверостишия написаны обычным анапестом, 3 и 4 строка начинаются с безударного слога. Аналогично, 9 и 10 строки начинаются с безударного слога, и, кроме того, добавляется дополнительный безударный слог в конце строки.

## Рукописные копии

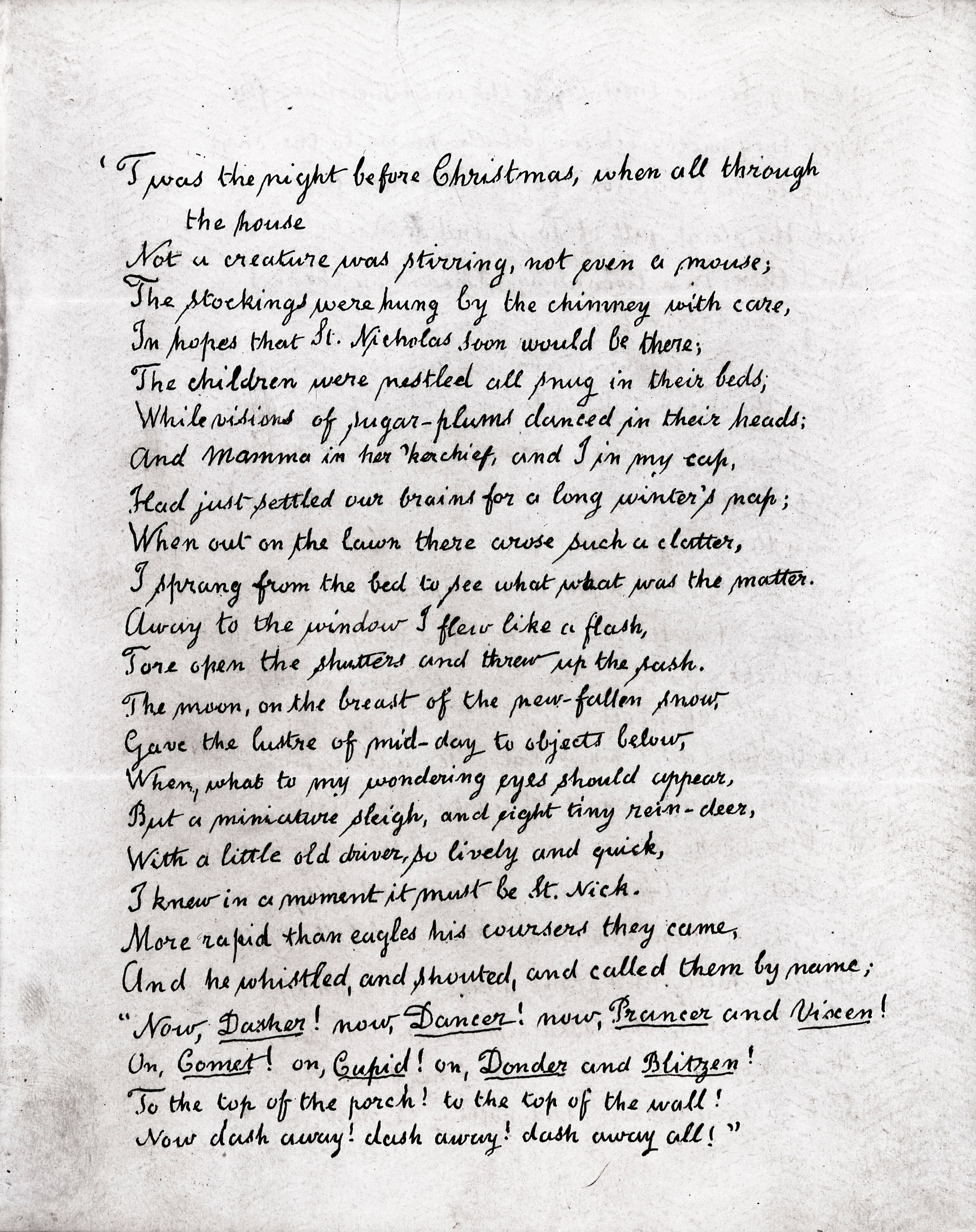
Рукопись стихотворения, хранящаяся в Нью-Йоркском историческом обществе

В настоящее время существует четыре рукописных экземпляра стихотворения, три из них находятся в музеях, в том числе один — в библиотеке Нью-Йоркского исторического общества. Четвёртый экземпляр, который Мур преподнёс в подарок другу в 1860 году, был продан на аукционе в 2006 году за $280 тысяч некоему анонимному покупателю из Нью-Йорка, о котором известно только то, что он является «главным исполнительным директором медиакомпании».

## История создания

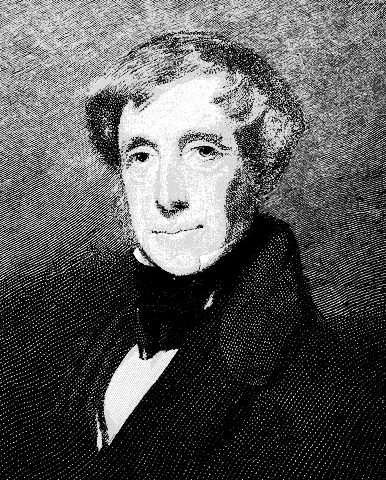
Клемент Кларк Мур, автор стихотворения

Согласно легенде, стихотворение написал американский поэт Клемент Мур для своих детей в снежный зимний день во время поездки на санях. Прототипом образа Санта-Клауса (святого Николая) послужили как исторический образ святого Николая, так и местный разнорабочий-голландец. Многие характерные черты Санта-Клауса, в частности, использование оленей, придумал сам Мур. Стихотворение было впервые опубликовано анонимно в городе Трой, штат Нью-Йорк, в газете Sentinel 23 декабря 1823 года, куда его отправил друг Клемента Мура, после чего перепечатывалось другими изданиями также анонимно. Впервые автором стихотворения Мура назвали в 1837 году, а сам Мур признал авторство только в 1844 году, включив «Визит святого Николая» в свой сборник стихов. Но к тому времени издатель первой публикации и по меньшей мере семь других признали Клемента Мура в качестве автора. Столь длительное молчание Мура по поводу своего авторства объясняется тем, что он имел репутацию солидного учёного и не хотел связывать своё имя с «несерьёзным» стихотворением. Мур включил «Визит святого Николая» в сборник стихов 1844 года по настоянию своих детей, для которых стихотворение было изначально написано.
Идею образа Санта-Клауса Мур позаимствовал у своего друга Вашингтона Ирвинга, но, в отличие от Ирвинга, Мур изобразил своего персонажа как «веселого старого эльфа», который приезжает в сочельник, а не на Рождество. В то время Рождество опережало празднование Нового года в качестве зимнего семейного праздника, но протестанты рассматривали Рождество как результат «католического невежества и обмана» и были настроены против его празднования. «Заставив» святого Николая приехать накануне Рождества, Мур «ловко сместил фокус с Рождества со всеми разногласиями, связанными с этим праздником». В результате «жители Нью-Йорка приняли в свои объятья „детскую версию Рождества“, как будто они делали это всю свою жизнь».
В издании An American Anthology, 1787—1900 1900 года под редакцией Э.Стедмана стихотворение Мура опубликовано с использованием немецкого спеллинга для именования оленей Санта-Клауса — «Donder and Blitzen».
Современные публикации стихотворения Мура зачастую отражают изменения языковых и культурных реалий. Например, архаическая форма ere в предложении «But I heard him exclaim ere he drove out of sight» часто заменяется на as. Последние слова Санта-Клауса перед уходом «Happy Christmas to all, and to all a good-night» (рус. Счастливого Рождества всем и всем спокойной ночи) часто заменяют традиционную английскую формулировку «Merry Christmas» («веселого Рождества») с использованием «goodnight» как одного слова.

## Спор об авторстве

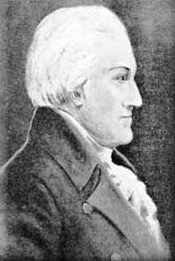
Генри Ливингстон, которому некоторые исследователи приписывают авторство стихотворения

Впервые авторство Мура раскрыл его друг Чарльз Фенно Хоффман в выпуске газеты Pennsylvania Inquirer and Daily Courier от 25 декабря 1837 года. Кроме того, преподобный Дэвид Батлер, который якобы показал стихотворение редактору газеты Sentinel Орвиллу Холли, был родственником Мура. Сам Мур предпочитал не придавать огласке своё авторство «детского» стихотворения, чтобы не повредить своей репутации в научных кругах, но в 1844 году по просьбе детей включил его в антологию своих стихов. К тому времени первоначальный издатель и по меньшей мере семь других уже признали его авторство.
В 1999 году профессор нью-йоркского Вессер колледжа Дональд Фостер выступил с заявлением, что проведённый им контент-анализ стихотворения «Визит святого Николая» показывает, что Мур не является его автором. По мнению Фостера, автором стихотворения, скорее всего, был майор Генри Ливингстон — младший, житель Нью-Йорка с голландскими и шотландскими корнями, который был отдалённо связан с женой Мура. Заявление Фостера, однако, тут же опроверг нью-йоркский историк и антиквар Сет Каллер, который когда-то владел одним из автографов стихотворения Мура.
Сторонники авторства Ливингстона утверждают, что Мур «пытался сначала отрицать» авторство. Они также утверждают, что Мур ложно заявлял, что перевёл стихотворение. Сет Каллер опроверг оба этих тезиса. Каллер изучил книгу A Complete Treatise on Merinos and Other Sheep, а также ряд писем, подписанных Муром, и обнаружил, что подпись в книге не принадлежит Муру, и, таким образом, нет никаких оснований для обвинения Мура в плагиате. Выводы Каллера были подтверждены экспертом-почерковедом Джеймсом Лоу, доктором Джо Никеллом (автором книги Pen, Ink & Evidence), и другими экспертами. По данным Каллера, имя Мура было, вероятно, написано на книге библиотекарем Нью-Йоркского исторического общества, чтобы указать, что это подарок обществу от Мура. Что касается Генри Ливингстона, он сам никогда не заявлял о своём авторстве, и никаких свидетельств этому в его наследии не найдено, несмотря на более чем 40-летние поиски.
Фостер выдвигал и другие аргументы в пользу авторства Ливингстона. В частности, Фостер утверждал, что мать Ливингстона была голландкой, следовавшей голландской традиции празднования Синтаклааса, а также использовавшая голландские имена «Dunder» и «Blixem». Каллер, в свою очередь, отмечал, что Мур был другом писателя Вашингтона Ирвинга и членом литературного общества и, возможно, познакомился с некоторыми голландскими традициями Нью-Йорка через Ирвинга. В 1809 году Вашингтон Ирвинг в своей сатирической книге «История Нью-Йорка» (англ. A History of New-York from the Beginning of the World to the End of the Dutch Dynasty), которую он выпустил под псевдонимом «Diedrich Knickerbocker», описал некоторые черты сказочного Санта-Клауса, в частности: 

И мудрый Олоф увидел сон… Смотрите, добрый святой Николай приехал, промчавшись над вершинами деревьев в той самой тележке, в которой он каждый год развозит детям подарки; он приехал и опустился как раз там, где недавно пиршествовали наши герои из Коммунипоу. И догадливый Ван-Кортландт узнал его по широкой шляпе, длинной трубке и по сходству с фигурой, стоявшей на носу «Гуде вроу». И святой Николай закурил трубку от костра, и сел, и начал курить; и когда он курил, дым от его трубки поднимался в воздух и клубился облаком над головой. И мудрый Олоф вспомнил все и поспешил влезть на верхушку одного из самых высоких деревьев, и увидел, что дым расстилается над большим пространством; он стал приглядываться внимательней, и ему показалось, что огромные столбы дыма принимают различные чудесные очертания. В густом мраке перед ним вырисовывались тени дворцов и куполов и величественных шпилей, которые появлялись на мгновение и вновь пропадали, пока дым не рассеялся и не осталось ничего, кроме зелёного леса. И когда святой Николай докурил трубку, он засунул её за ленту своей шляпы и, приставив палец к носу, бросил на пораженного Ван-Кортландта весьма многозначительный взгляд; затем, усевшись в свою тележку, он снова поднялся над вершинами деревьев и исчез.— Вашингтон Ирвинг, История Нью-Йорка 
В 2016 году профессор Макдональд Джексон, эмеритус-профессор английского языка в университете Окленда и член Королевского общества Новой Зеландии, провёл свою экспертизу определения авторства текста стихотворения с использованием статистических методов, в том числе ранее не использовавшегося статистического анализа фонем, и дал заключение, что более вероятным представляется авторство Ливингстона.